# 裂叶狸藻
裂叶狸藻（学名：Utricularia laciniata）为狸藻属似一年生大型陆生食虫植物。其种加词“laciniata”来源于拉丁文“lacinia”，意为“棱角”。其为巴西的特有种，存在于戈亚斯州及米纳斯吉拉斯州。其陆生于潮湿的砂质或砾质土壤中，海拔分布范围为1000米至1300米。花期为1月至5月。1838年，奥古斯丁·圣-希莱尔和弗雷德里克·吉拉德（Frédéric de Girard）正式描述了裂叶狸藻。